# (120) Làquesis
(120) Lachesis és un asteroide del cinturó d'asteroides descobert per Alphonse Louis Nicolas Borrelly en 1872.

## Descobriment i denominació
Lachesis va ser descobert el 10 d'abril de 1872 per Alphonse Borrelly des de l'observatori de Marsella, França, i independentment la nit següent per Christian Peters des de l'Observatori Litchfield de Clinton, als Estats Units d'Amèrica.
Es va anomenar així per Làquesis, una deessa de la mitologia grega.

## Característiques orbitals
Lachesis orbita a una distància mitjana del Sol de 3,12 ua, i pot allunyar-se'n fins a 3,286 ua. La seva excentricitat és 0,05321 i la inclinació orbital 6,963°. Triga a completar una òrbita al voltant del Sol 2.013 dies.

## Característiques físiques
La magnitud absoluta de Lachesis és 7,75. Té un diàmetre de 174,1 km i un període de rotació de 46,55 hores. La seva albedo s'estima en 0,0463. Lachesis està classificat en el tipus espectral C.